# أندرو تومسون (لاعب كرة قاعدة أمريكي)
أندرو تومسون (بالإنجليزية: Andrew Thompson)‏ هو لاعب كرة قاعدة أمريكي، ولد في 1846 في إلينوي في الولايات المتحدة، وتوفي في 1878.

## وصلات خارجية
- أندرو تومسون (لاعب كرة قاعدة أمريكي) على موقعبيزبول رفرنس.كوم (الدوري الرئيسي) (الإنجليزية)
- أندرو تومسون (لاعب كرة قاعدة أمريكي) على موقعبيزبول رفرنس.كوم (الدوري الثانوي) (الإنجليزية)